# Adolf Bleichert

Adolf Bleichert

Adolf Bleichert (* 31. Mai 1845 in Dessau; † 29. Juli 1901 in Davos) war ein deutscher Ingenieur und Unternehmer, Wegbereiter des Seilbahnbaus und Gründer der Adolf Bleichert & Co., Fabrik für Drahtseilbahnen, Leipzig-Gohlis, der später weltweit größten Seilbahnfabrik.

## Leben
Adolf Bleichert wurde als zweites Kind des Gohliser Müllers August Bleichert und dessen Frau Wilhelmine Henriette geboren und wuchs in Gohlis auf, heute Stadtteil von Leipzig. Er studierte am Königlichen Gewerbeinstitut, einem Vorläufer der Technischen Universität Berlin. Nach ersten Stellen bei einem auf Mühlenbau spezialisierten Unternehmen in Bitterfeld und einer Maschinenfabrik und Eisengießerei in Schkeuditz gründete er zusammen mit seinem Studienfreund Theodor Otto das Ingenieurbüro für Drahtseilbahnen, deren erster Erfolg der Bau einer Materialseilbahn in Teutschenthal war. Bald darauf errichteten sie eine Materialdrahtseilbahn für die Sayner Hütte der Firma Krupp. Otto trennte sich 1876 von Bleichert und arbeitete mit dem Siegener Seilbahnpionier Julius Pohlig zusammen, der Seilbahnen für den Einsatz beim Kohle- und Erztransport in Bergwerken entwarf.
Bleichert gründete daraufhin mit seinem Schwager, dem Kaufmann Peter Heinrich Piel, die Adolf Bleichert & Co., Fabrik für Drahtseilbahnen, Leipzig-Gohlis, mit der er die Grundlagen für den Bau von Luftseilbahnen entwickelte und erfolgreich in die Praxis umsetzte. Bis 1890 hatte das Unternehmen weit mehr als 600 Seilbahnen gebaut.

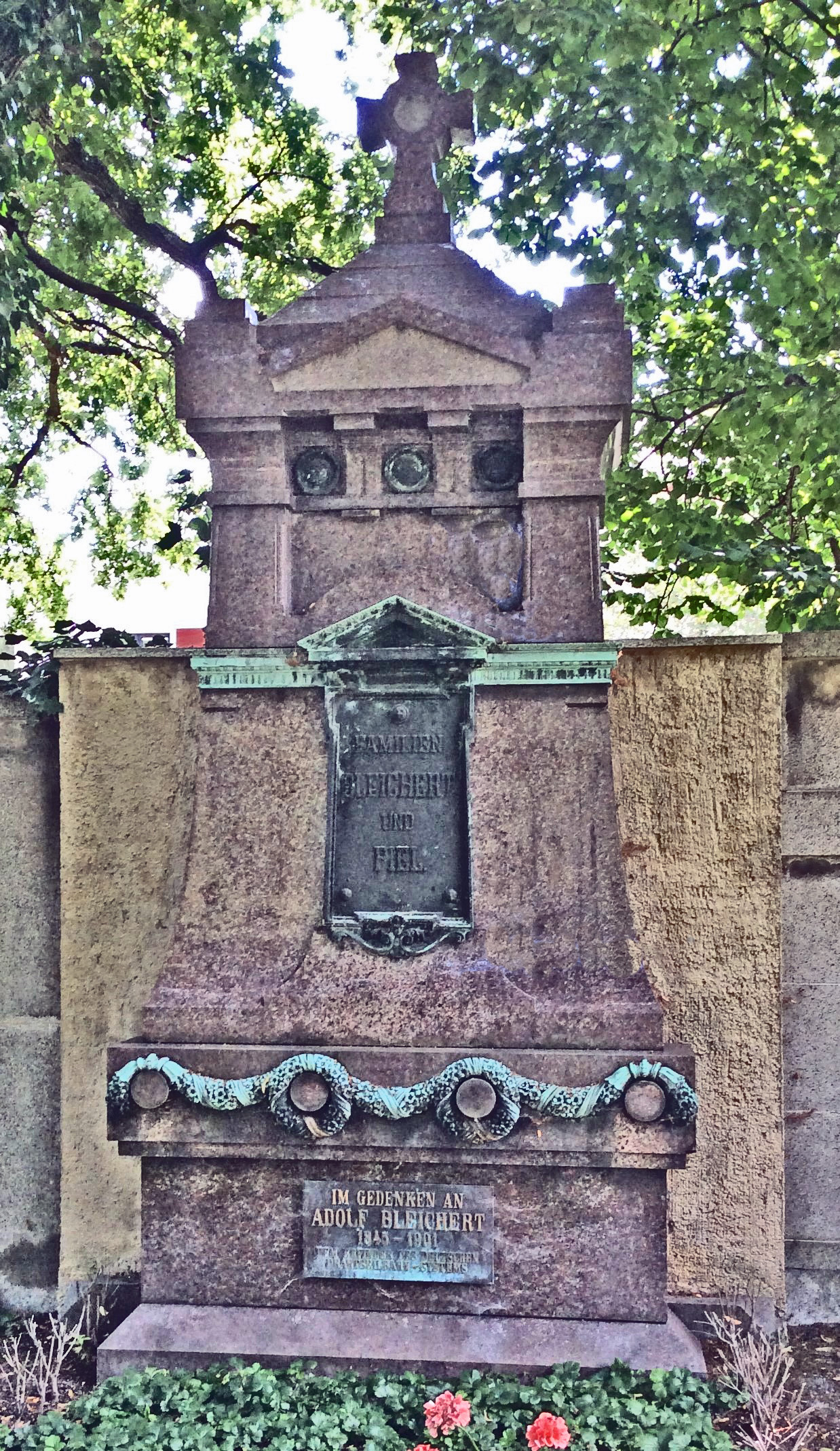
Grab Adolf Bleichert, Leipzig (1845–1901)

Adolf Bleichert starb im Alter von 56 Jahren während eines Kuraufenthaltes in Davos. Er wurde auf dem Friedhof Leipzig-Gohlis beigesetzt. Sein Unternehmen wurde von seinen Söhnen Max und Paul erfolgreich weitergeführt, die 1918 in den erblichen Adelsstand erhoben wurden.
Adolf Bleichert trat 1869 dem Verein Deutscher Ingenieure (VDI) und dem Thüringer Bezirksverein des VDI bei. Später gehörte er dem Sächsischen Bezirksverein des VDI an.

## Denkmal

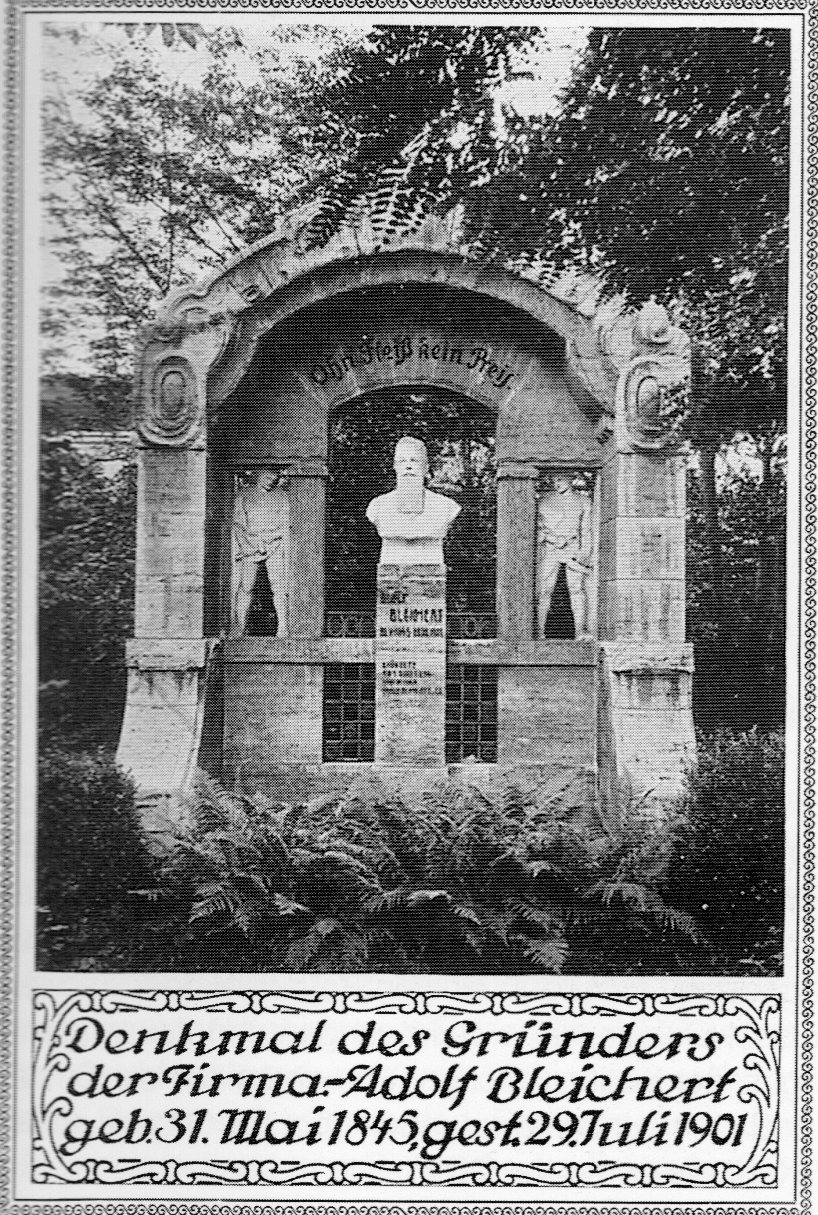
Inschrift: „Ohne Fleiß kein Preis“

Der Bildhauer Friedrich Walter Kunze schuf das Adolf-Bleichert-Denkmal, das 1908 auf dem Werksgelände in Leipzig-Gohlis enthüllt wurde. Es wurde zum 1. Mai 1950 entfernt.